# 张汉平 (1933年)
张汉平（1933年—），广东罗定人，中国人民解放军将领、中国人民解放军中将。
毕业于中南军区空军预科总队。1993年，接替杨汉文，担任济南军区空军政治委员。1996年，由冯永生接任。1993年，授中国人民解放军中将军衔。